# Batalha do Rio Mhlatuze
A Batalha do Rio Mhlatuze foi travada entre as tribos Zulu e Ndwandwe em 1820 após a Guerra Ndwandwe–Zulu. Com a vitória do exército zulu, comandado por Shaka, a hierarquia Ndwandwe foi aniquilada e grande parte da sua população espalhada, num movimento que veio a ser conhecido como Mfecane.

## Contexto
Em 1818, Shaka havia sido atacado por guerreiros Qwabe liderados por Phakathwayo ao longo do mesmo rio.

## A Batalha
O povo Zulu prevaleceu na batalha, liderados pelo comandante militar Shaka. Como na Batalha de Gqokli Hill, as táticas superiores de Shaka levaram seu povo a vitória. Quando o ataque Ndwandwe veio, Shaka esperou o inimigo chegar até metade de cada lado do rio, dividindo os atacantes em dois grupos distintos o que permitiu uma vitória Zulu.